# 라이스키르헨
라이스키르헨(독일어: Reiskirchen)은 독일 헤센주에 위치한 도시로 면적은 44.99km2, 높이는 230m, 인구는 10,298명(2015년 12월 31일 기준), 인구 밀도는 230명/km2이다. 기센에서 동쪽으로 11km 정도 떨어진 곳에 위치한다.

시 문장